# Château de Lucens
Le château de Lucens est une ancienne maison forte médiévale située au sommet d’une colline rocheuse dans le village de Lucens, dans le canton de Vaud, en Suisse.
Successivement occupé par les évêques de Lausanne puis par les Bernois dès 1536 jusqu'en 1798, il appartient désormais à un propriétaire privé et est classé comme monument historique.

## Histoire
Le château servit de résidence aux évêques de Lausanne dès la fin du XIIIe siècle.  

### L’évêché
Construit sur le plan d’un palais fortifié par les évêques de Lausanne, l’origine de ce château gothique remonte au début du XIIIe siècle, avec des ajouts plus tardifs des XIVe et XVe siècles. L’imposante tour qui domine l’important point stratégique de la vallée de La Broye servait de poste de surveillance et d’éventuel refuge contre les armées en maraude. En liaison avec les autres châteaux de la région elle a fait partie d’un ingénieux système d’alerte.
Les périodes de relative tranquillité furent continuellement troublées par des guerres féroces et des actes de banditisme. En 1476, après la bataille de Morat, les fortifications furent partiellement détruites par les armées confédérées. Les évêques ont cependant tenu bon en dépit des temps incertains et sombres et Lucens est demeuré l’une de leurs retraites favorites. On rappelle encore la réception en grand apparat tenue en 1532 par l’évêque Sébastien de Montfalcon, en l’honneur de Charles III, Duc de Savoie. 
L’évêque Guillaume de Menthonay y fut assassiné en 1406, et son barbier, accusé du meurtre, supplicié dans la cour du château avec des tenailles ardentes.
Les campagnes menées par le duc de Bourgogne en 1475 et 1476 endommagèrent le château. 
1536 marque la fin de la période des évêques à Lucens : le 31 mars, les envahisseurs bernois prennent et occupent le château.  

### La domination bernoise (1536-1798)
Les Bernois, nouveaux maîtres de la région de Vaud ont choisi Lucens comme centre administratif et judiciaire. Le château est devenu la résidence de fonction des baillis successifs. Des changements structurels considérables et des ajouts furent apportés à de nombreuses parties du château, bien que la tour et son environnement immédiat fussent laissés en grande partie dans l’état ou nous les voyons aujourd’hui.
Différentes méthodes de combat conjuguées à des espoirs de paix durable ont conduit à ce que la nouvelle partie bernoise du château, positionnée à l’Est de la tour, soit conçue avec un plus grand souci de confort et de raffinement.
Quarante-trois gouverneurs se sont succédé à Lucens au cours des deux siècles et demi qui suivirent, rendant la justice, collectant les taxes, développant l’agriculture et créant des écoles. Les croyances protestantes remplacèrent le catholicisme.
Cependant en 1798, en dépit d’une vaillante tentative du dernier bailli, François Rodolphe de Weiss, pour maintenir l’ordre, le château est rapidement tombé entre les mains des contestataires. 

### Les Temps modernes

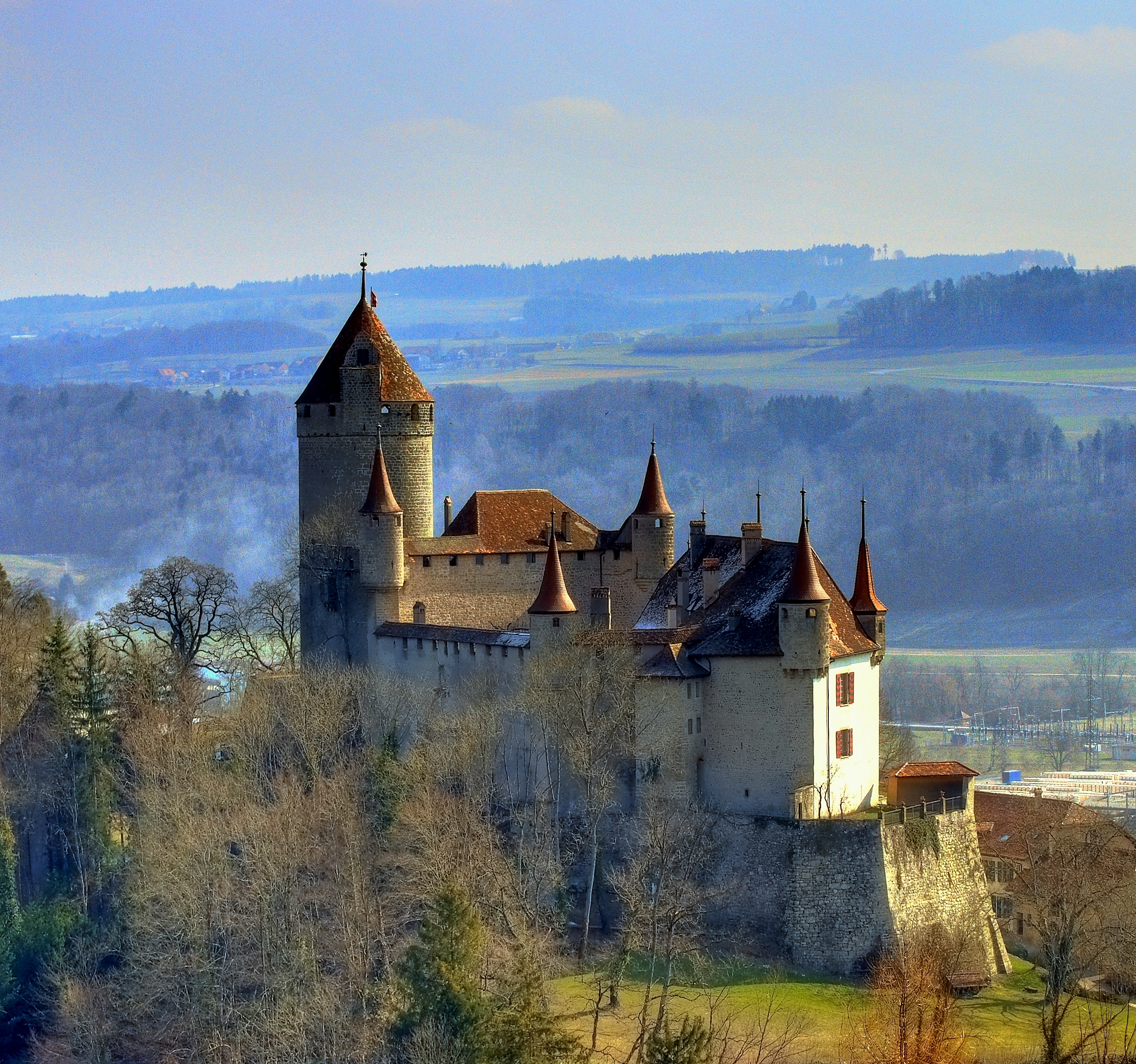
Le château vu depuis l'ouest.

En 1801, le château, devenu propriété cantonale, fut mis en vente. Depuis lors il a toujours appartenu à des propriétaires privés.
À la fin du XIXe siècle, après avoir changé plusieurs fois de mains, il fut transformé en un établissement éducatif pour étrangers fortunés. Les pièces furent divisées, les hauteurs de plafonds modifiées, les dallages remplacés par des planchers… l’héritage décoratif des siècles précédents était sur le point de disparaître.
En 1921, le nouveau propriétaire conseillé par Otto Schmid, restaurateur en chef du château de Chillon, entreprit une restauration radicale dont l’objectif fut le retour à l’idéal de la fin du XVIe siècle. Les peintures murales furent restaurées ou reconstituées, les cheminées réinstallées et les cloisons superflues démolies.
Adrian Conan Doyle, fils de l'écrivain Arthur Conan Doyle, s’y installa dans les années 1960 et fonda le musée Sherlock Holmes. Le musée a été déplacé depuis dans une maison de Lucens. Aujourd’hui le château est inscrit comme bien culturel suisse d'importance nationale.
De 1973 à 1993, Pierre Koller, des Galeries Koller à Zurich et Genève a réalisé des réparations et restaurations importantes et essentielles.

### La ferme du Château (hôtel)
L’importante propriété constituée au XVIIIe siècle se trouve au pied de l’ancien bourg de château et atteignit son extension actuelle en 1769. Après avoir été détruite par un incendie en 1852, elle fut reconstruite selon une même implantation et comprenant une vaste cave voutée, un logement au rez-de-chaussée et à l’étage, une grange, une écurie et une remise. En 1878, le feu à nouveau détruisit la partie rurale, tandis qu’il semble avoir épargné l’habitation. Il est dès lors question notamment de deux logements superposés et d’une grande cave voûtée de briques.
En 1895 le nouveau propriétaire effectua quelques transformations pour y établir une boucherie. Sa fille Lina, femme de Charles Reymond, entreprit des travaux plus importants en 1919. À cette date, le cadastre indique la présence d’une chapelle catholique dans la maison et d’un atelier de charpentier dans le rural. Après une longue période d’abandon depuis les années 1970, le bâtiment fut rattaché au domaine du château en 1996. Classé Monument Historique en 2012, il bénéficia d’une restauration l’année suivante (architectes Glatz et Delachaux).

### La dépendance
La dépendance rurale du château se situe au pied du grand escalier qui y conduit. L’« écurie neuve de l’évêque » est mentionnée à cet emplacement déjà en 1392.
Tombées en ruine à la fin du Moyen Âge, la grange et les étables furent reconstruites en 1581. En 1668, on transforma la vieille grange en un grenier, pour lequel on perça de nouvelles fenêtres en 1674-1675. Il semble que ce bâtiment fut agrandi en 1685, au détriment d’une ancienne écurie contiguë.
En 1765, c’est à nouveau une grange que l’architecte Abraham Burnand fit bâtir au bas des grands escaliers. Vers 1795 et au début du XIXe siècle, la fonction de grenier avait en tout cas disparu ; les deux corps de bâtiments abritaient une grange, une écurie et une remise. Celui à l’orient fut transformé en 1898-1899 dans le style d’un immeuble locatif. Ce caractère peu adapté au site fut atténué lors de la rénovation de 1976-1978, qui remit au jour d’anciennes fenêtres d’époque bernoise.
Données historiques fournies par Madame Monique Fontannaz et extraites du manuscrit Les monuments d’art et d’histoire du canton de Vaud, VIII, Le District de la Broye – à paraitre en novembre 2015.

## Bâtiment
Le château est divisé en deux parties distinctes : une tour ronde et massive construite vers 1275 au sein d’une structure fortifiée et un bâtiment allongé avec sa cour qui ressemble à celle du château d'Oron et qui remonte à la période bernoise dans les années 1580. 
L’intérieur du château a été modifié au cours du XVIIIe siècle et au début du XIXe siècle.

## Le château dans la fiction
Le château de Lucens sert de cadre à une bande dessinée publiée en 2015, L'Héritage de Sherlock Holmes, écrite par Jérôme Louiche, et dessinée par Bruno Bertin. L'album raconte les aventures d'une bande de jeunes détectives qui cherche à élucider le mystère de la disparition de Sherlock Holmes pendant trois ans. Les héros se retrouvent en Suisse et, des chutes d’eau de Meiringen au château du fils de Conan Doyle, en passant par le musée Sherlock Holmes à Lucens, ils sont mêlés à la révélation d’un terrible secret de famille. Comme dans tous ses albums, l'auteur emmène ses lecteurs dans de « vrais » lieux, leur faisant découvrir un nouveau pays.